# Gran Premio di Monaco 2015
Il Gran Premio di Monaco 2015 è stata la sesta prova del Campionato mondiale di Formula 1 2015. La gara, disputata domenica 24 maggio 2015 sul circuito di Montecarlo a Monaco, fu vinta dal tedesco Nico Rosberg su Mercedes, al suo decimo successo in carriera. Rosberg ha preceduto sul traguardo il connazionale Sebastian Vettel su Ferrari e il suo compagno di squadra, il britannico Lewis Hamilton.
La corsa fu caratterizzata dall'errore strategico della Mercedes che costò la vittoria a Lewis Hamilton. Il britannico, in testa per tutta la gara, venne richiamato ai box dal team per un cambio gomme supplementare dopo l'uscita della Safety Car a causa dell'incidente tra Max Verstappen e Romain Grosjean, ma i calcoli degli ingegneri Mercedes si dimostrarono errati, con Hamilton che perse la posizione sia nei confronti del compagno di squadra Rosberg che di Vettel, scivolando in terza posizione.

## Vigilia

### Sviluppi futuri
Presso l'aeroporto londinese di Biggin Hill si tenne una riunione della commissione strategica della Formula 1, che ridisegnò i regolamenti tecnici per le stagioni future. Dal 2016 i team avrebbero potuto scegliersi da soli le mescole da portare in ciascun gran premio, mentre dal 2017 sarebbero stati nuovamente concessi i rifornimenti durante la gara. Vennero previste anche altre novità che avrebbero dovuto rendere più performanti le monoposto, tra cui una maggiore libertà nell'aerodinamica, un peso ridotto e gomme più larghe che avrebbero dovuto consentire alle vetture di abbassare di cinque o sei secondi i tempi sul giro. Vennero mantenuti i motori con architettura V6 da 750 cavalli, accompagnati da MGU-K e H. Venne invece rigettata la proposta di introdurre un quinto motore per la stagione, così come di aumentare la potenza a 1000 cavalli vapore. Non vennero prese invece decisioni definitive in merito a una modifica del format del weekend di gara. Nella riunione venne anche prospettata l'ipotesi che i costruttori meglio piazzati nella classifica potessero affidare una terza vettura a una scuderia clienti.
Nel frattempo la Federazione Internazionale dell'Automobile pubblicò il bando per la ricerca del fornitore unico degli pneumatici per le stagioni 2017-2019. Nel bando non era specificata quale misura avrebbero dovuto avere le gomme. Al bando era interessata anche la Michelin, già presente nel campionato a più riprese tra il 1977 e il 2006, che però richiese che il nuovo bando prevedesse gomme da 18 pollici con una maggiore durata. Le proposte del costruttore francese vennero criticate da Bernie Ecclestone.
Lewis Hamilton prolungò per altri tre anni il contratto che lo legava alla Mercedes.

### Aspetti tecnici
La Pirelli, fornitrice unica degli pneumatici, annunciò che in occasione del Gran Premio avrebbero portato gomme di mescola supersoft e di mescola soft, esattamente come per l'edizione precedente.
Il Drag Reduction System poteva essere utilizzato solo lungo il rettifilo dei box, con punto per la determinazione del distacco fra i piloti posto dopo la chicane delle Piscine.
Il circuito venne modificato alla Curva del Tabaccaio, con l'entrata della curva che venne anticipata, riducendo di tre metri la lunghezza della pista. Ciò avvenne per prevenire gli incidenti in tale punto, come quello che aveva coinvolto Pastor Maldonado e Max Chilton nell'edizione del 2013. Le barriere sulla destra della chicane delle Piscine vennero arretrate, con il posizionamento di nuovi kerbs, al fine di garantire una migliore visibilità. Gran parte della pista fu riasfaltata.
Per ragioni di sicurezza, su questo tracciato, la velocità massima consentita nella corsia dei box venne abbassata a 60 km/h.

### Aspetti sportivi
La FIA indicò Lars Osterlind, José Abed e Tom Kristensen quali commissari per la gara. Il pilota danese, nove volte vincitore della 24 Ore di Le Mans e campione del mondo 2013 nel WEC, aveva già svolto in passato tale funzione, l'ultima al Gran Premio d'Australia 2015.
Venne confermata la presenza, anche per questo gran premio, dello spagnolo Roberto Merhi al volante della Marussia. Nelle settimane precedenti alla gara era stata prospettata l'ipotesi che la scuderia britannica potesse affidarsi a qualche altro pilota, visto anche l'impegno dello spagnolo nella Formula Renault 3.5.
Romain Grosjean fu penalizzato di cinque posizioni sulla griglia di partenza per avere sostituito il cambio, che già aveva evidenziato dei problemi nel corso del precedente Gran Premio di Spagna.

## Prove

### Resoconto
La prima sessione cominciò con pista umida, tanto che i piloti utilizzarono inizialmente le coperture di tipo intermedio. Tutti i piloti decisero di effettuare il giro di installazione usando gomme da bagnato intermedio. La maggior parte delle vetture montava dei nuovi kit aerodinamici, tra cui un nuovo alettone anteriore per la Red Bull RB11, un alettone posteriore, del modello monkey seat, posto nella zona degli scarichi della Mercedes F1 W06, o ancora, un miglioramento generale della parte anteriore della Toro Rosso STR10. Lewis Hamilton fece segnare subito il tempo più veloce, con 1'27"842. La pista si asciugò rapidamente, così i piloti ebbero la possibilità di montare gomme da asciutto. Hamilton migliorò ancora i suoi tempi. Nico Rosberg, nel frattempo, sfiorò le barriere, e dovette tornare ai box per controllare la monoposto.

Lewis Hamilton fece segnare poi 1'19"764 prima che Rosberg passasse al comando con 1'19"762; Hamilton replicò poi in 1'19"196. Restarono lontani gli altri piloti, con il terzo, Kimi Räikkönen, che chiuse in 1'22"238.

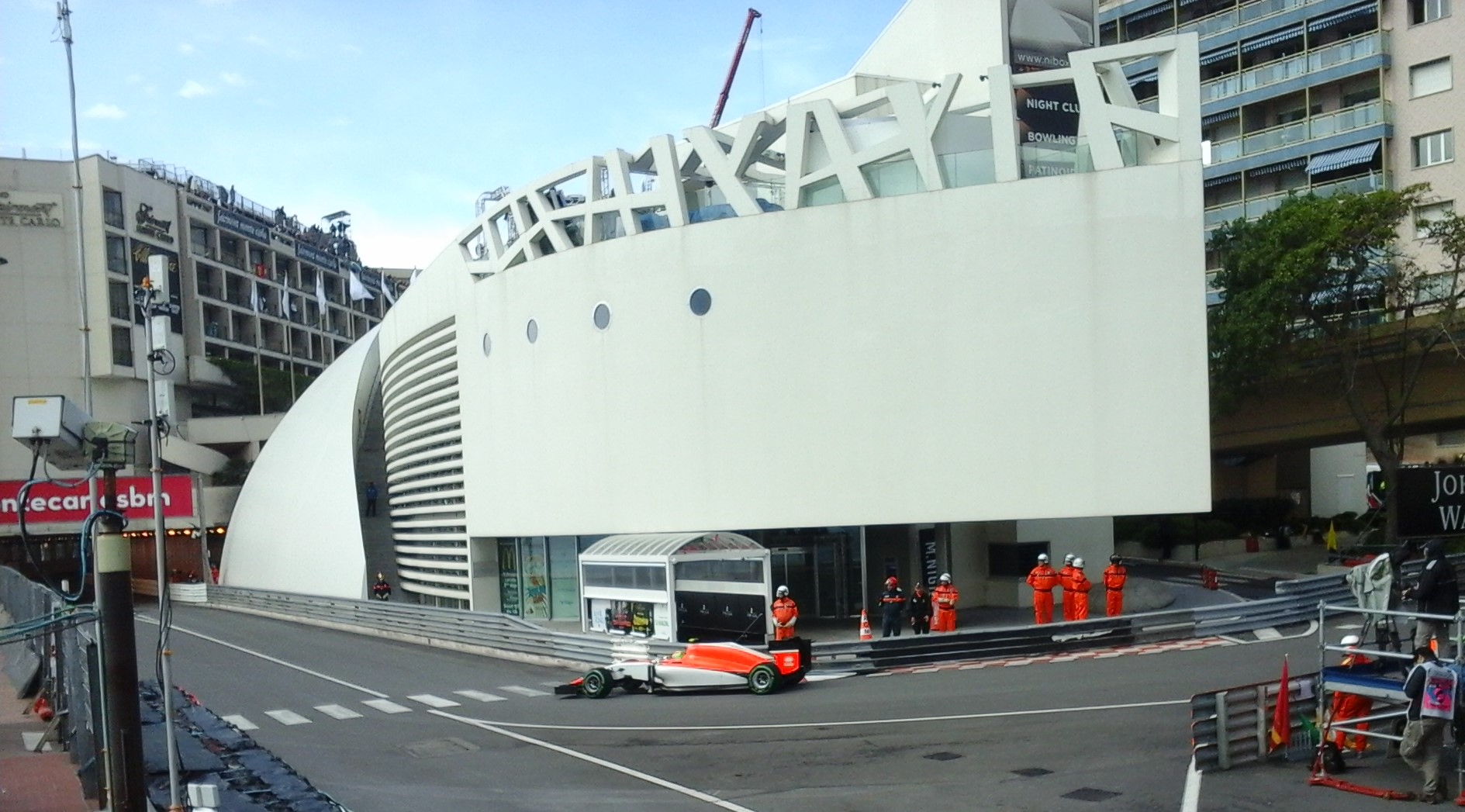
Roberto Merhi, qui in azione al volante della Marussia, fu protagonista di un incidente durante le prove libere che causò l'esposizione della bandiera rossa per alcuni minuti.

 Poco dopo la metà della sessione Hamilton riprese la pista e chiuse il giro in 1'18"750. Tra i due piloti della Mercedes si posizionò poi Sebastian Vettel, che batté il tempo di Rosberg di circa tre decimi e mezzo. Dopo mezz'ora dall'inizio della sessione Jenson Button, unico pilota a non avere ancora effettuato un giro, prese la pista. Il britannico non riuscì comunque, per problemi tecnici, a fare segnare alcun tempo valido.
La fine della sessione vide Lewis Hamilton mantenere la testa della sessione, con Max Verstappen e Daniel Ricciardo che, negli ultimi istanti di sessione, colsero secondo e terzo tempo. Vettel, che si era comunque ancora migliorato, fu quarto, davanti a Carlos Sainz Jr. e Pastor Maldonado.
La seconda sessione del giovedì iniziò su pista asciutta. Il pilota della Sauber, Marcus Ericsson non prese parte alla sessione, a causa di problemi tecnici alla sua vettura. Il primo a lanciarsi in pista fu Nico Rosberg, che bloccò però le ruote al Mirabeau (errore che venne fatto anche da Pastor Maldonado e Sebastian Vettel), mentre fu il ferrarista Kimi Räikkönen che fissò il tempo di riferimento, in 1'20"49.
Poco dopo fu il suo compagno di team, Vettel, che migliorò, in 1'19"733, tempo poi battuto da Carlos Sainz Jr., e da Daniil Kvjat. I piloti della Mercedes non tardarono a ristabilire la gerarchia di valori espressa dal campionato, con Rosberg che fece segnare 1'17"932 e Lewis Hamilton che fermò il tempo su 1'17"640 poi 1'17"192. Vettel migliorò il suo tempo, ponendosi alle spalle del duo delle Frecce d'argento.
Dopo circa un quarto d'ora dall'inizio della sessione Roberto Merhi impattò contro le barriere, subito fuori dal Tunnel. Ciò comportò l'esposizione delle bandiere rosse, che interruppero le prove. Durante le operazioni di pulizia della pista iniziò a piovere, tanto che i piloti decisero, una volta data nuovamente la bandiera verde, di attendere nei box. Solo negli ultimi minuti della sessione qualche vettura affrontò il circuito, ma senza la possibilità di migliorare i tempi ottenuti fino a quel momento. Fernando Alonso, Daniel Ricciardo e Daniil Kvyat furono tra coloro che vollero ancora testare il tracciato, ottenendo però tempi di una ventina di secondi più alti di quelli fatti segnare prima dell'incidente di Merhi.
La sessione del sabato avvenne su pista asciutta, e con una temperatura di 18 °C. Visto il poco tempo utilizzato nella seconda sessione del giovedì subito molti piloti, ben 15, decisero di affrontare la pista appena la sessione ebbe inizio. Il messicano Sergio Pérez stabilì il primo rilievo cronometrico, in 1'21"129.

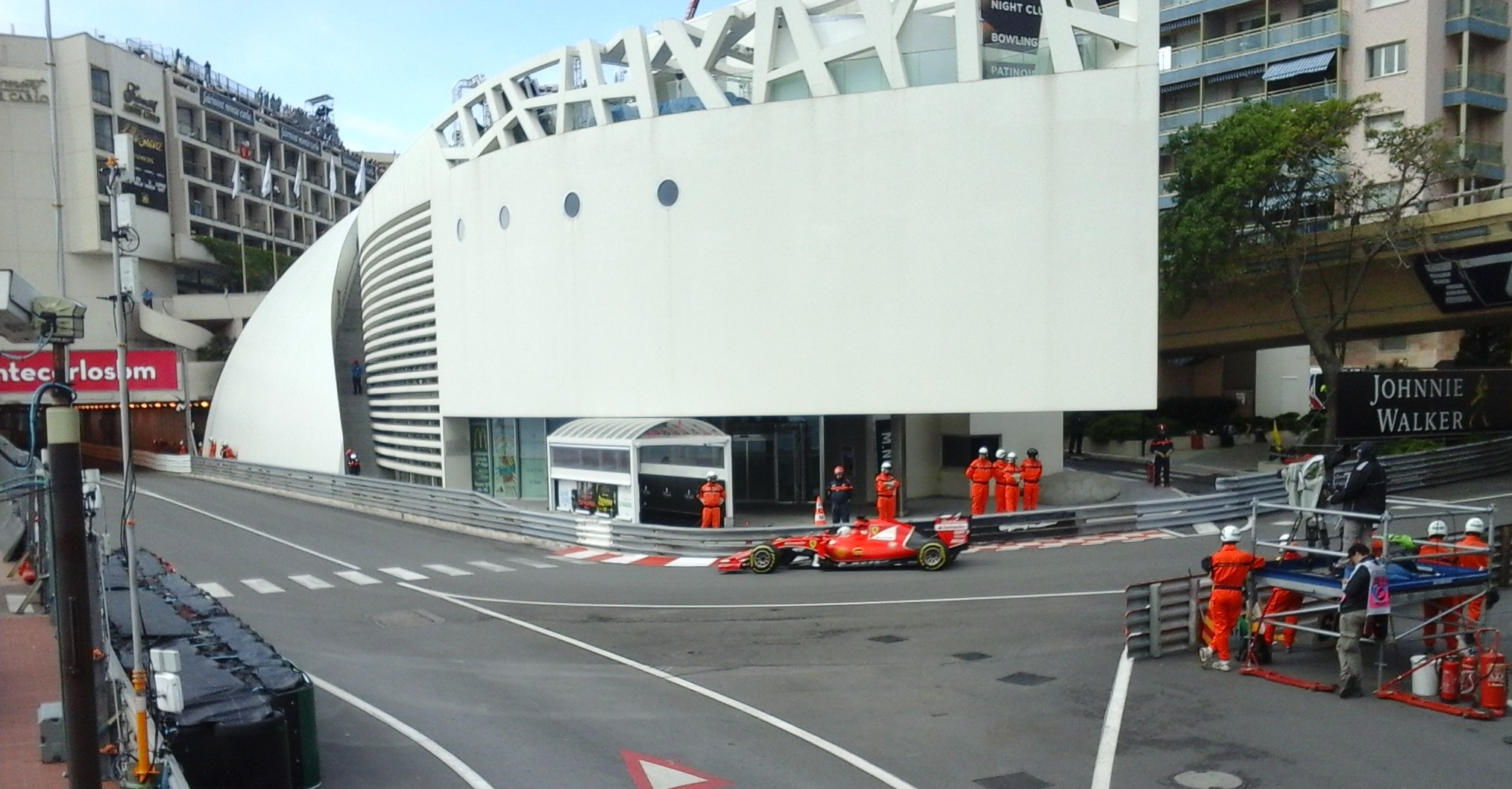
Sebastian Vettel in azione durante le prove libere

Nel primo quarto d'ora Lewis Hamilton compì ben quattro giri veloci di fila, non commettendo errori e abbassando ogni volta il suo limite di tempo, e ponendosi in cima alla graduatoria, con un tempo inferiore al minuto e diciassette secondi. L'altro pilota Mercedes, Nico Rosberg fermò il tempo su 1'17"271. Le Ferrari sembrarono però in grado di impensierire le vetture tedesche, con Kimi Räikkönen terzo in 1'17"401, davanti a Sebastian Vettel. Dopo venti minuti di sessione il finlandese andò lungo alla Sainte Devote, e toccò le barriere con l'anteriore della sua monoposto. La vettura fu danneggiata nella sospensione anteriore sinistra, tanto da non potere essere immediatamente riportata ai box. Ciò provocò l'interruzione della sessione. Max Verstappen, in sovrasterzo, danneggiò poco dopo il suo alettone anteriore contro il muretto dell'ultima curva, senza però che l'incidente provocasse una seconda interruzione della sessione.
Nell'ultimo quarto d'ora i piloti affrontarono la pista ancore con gomme supersoft: Nico Rosberg migliorò il suo tempo, ma non sopravanzò in graduatoria Hamilton, cosa che invece riuscì a Vettel, con 1'16"143. Nel suo giro di rientro, il tedesco della Ferrari sfiorò la collisione con una Force India.

### Risultati
Nella prima sessione del giovedì si ebbe questa situazione:
| Pos | Nº | Pilota           | Costruttore             | Tempo    | Gap    | Giri |
| --- | -- | ---------------- | ----------------------- | -------- | ------ | ---- |
| 1   | 44 | Lewis Hamilton   | Mercedes                | 1'18"750 |        | 49   |
| 2   | 33 | Max Verstappen   | STR-Renault             | 1'18"899 | +0"149 | 42   |
| 3   | 3  | Daniel Ricciardo | Red Bull Racing-Renault | 1'19"086 | +0"336 | 27   |

Nella seconda sessione del giovedì si ebbe questa situazione:
| Pos | Nº | Pilota           | Costruttore | Tempo    | Gap    | Giri |
| --- | -- | ---------------- | ----------- | -------- | ------ | ---- |
| 1   | 44 | Lewis Hamilton   | Mercedes    | 1'17"192 |        | 12   |
| 2   | 6  | Nico Rosberg     | Mercedes    | 1'17"932 | +0"740 | 16   |
| 3   | 5  | Sebastian Vettel | Ferrari     | 1'18"295 | +1"103 | 14   |

Nella sessione del sabato mattina si ebbe questa situazione:
| Pos | Nº | Pilota           | Costruttore | Tempo    | Gap    | Giri |
| --- | -- | ---------------- | ----------- | -------- | ------ | ---- |
| 1   | 5  | Sebastian Vettel | Ferrari     | 1'16"143 |        | 25   |
| 2   | 44 | Lewis Hamilton   | Mercedes    | 1'16"361 | +0"218 | 29   |
| 3   | 6  | Nico Rosberg     | Mercedes    | 1'16"705 | +0"562 | 29   |

## Qualifiche

### Resoconto
Le qualifiche si svolsero con tempo nuvoloso, pista asciutta e temperatura attorno ai 19° gradi.
La prima sessione vide nuovamente primeggiare le Mercedes, dopo che nelle prove libere del mattino Vettel era riuscito a imporsi davanti ai due alfieri della casa di Stoccarda. Rosberg realizzò il miglior rilievo cronometrico della sessione, in 1'16"528, staccando di pochi centesimi Hamilton (1'16"588).
Dietro alle vetture della scuderia anglo-tedesca si classificarono rispettivamente Verstappen (1'16"750), Kvjat (1'16"845), Sainz Jr. (posto sotto investigazione per non essersi fermato alle verifiche del peso in Pit Lane) e Ricciardo (1'17"254). Lontane invece le Ferrari, uniche vetture assieme alle Mercedes a fare registrare un tempo con la mescola più dura, con Vettel nono e Räikkönen dodicesimo, penalizzato dall'incidente occorsogli nella sessione del mattino.
I cinque eliminati furono Bottas, mai a suo agio nel corso del Week-End sulla pista monegasca, Nasr e Ericsson sulla Sauber con i due della Marussia Stevens e Merhi a chiudere la classifica.
Nella Q2 tutti i piloti superstiti optarono per la mescola più morbida portata dalla Pirelli.
Rosberg si mostrò nuovamente il più veloce, nonostante un lungo alla Saint Devote nel secondo tentativo, rifilando più di quattro decimi al compagno, con Vettel terzo distanziato invece di sette decimi. Oltre a Mercedes e Ferrari, alla fase finale delle qualifiche riuscirono ad approdare le due Toro Rosso, costantemente veloci nell'arco del week end e in grado di battere le Red Bull di Ricciardo e Kvyat, Pérez sulla Force India e Maldonado sulla Lotus, capace di sopravanzare il compagno Grosjean per la sesta volta consecutiva in stagione.
Oltre al francese vennero esclusi Hülkenberg, la cui partecipazione alla Q2 era stata messa a rischio da un contatto con il guard rail al mirabeau alto durante la sessione precedente, Massa, Button e Alonso, costretto a fermarsi dopo pochi minuti dall'inizio della sessione alla Saint Devote a causa di un problema tecnico sulla sua monoposto.
Nella fase decisiva i piloti si affrettarono a scendere in pista, a causa di alcune gocce di pioggia che iniziarono a cadere sul tracciato.
Nel primo tentativo Hamilton ristabilì le gerarchie interne al Team, stabilendo il miglior giro in 1'15"304 e distanziando il compagno di 136 millesimi. Lontanissimi gli altri, con Vettel terzo a oltre un secondo seguito dalle Red Bull di Ricciardo e Kvyat.
Nell'ultimo e decisivo tentativo Rosberg rovinò subito il suo giro con un lungo alla Saint Devote, mentre il compagno riuscì a migliorarsi di oltre due decimi, ottenendo un tempo di 1'15"089 a 160 Km di media oraria che gli assicurò la quinta pole position in stagione, la quarantatreesima in carriera. La prima fila venne chiusa dal compagno Rosberg. A seguire Vettel, Ricciardo, Kvyat, Raikkonen, Perez, Sainz, Maldonado e Verstappen. Quella del pilota inglese fu la quarantunesima pole position in Formula 1 per la Mercedes, la diciassettesima consecutiva, venticinquesima di fila per una vettura motorizzata Mercedes. Era questo un nuovo record per il campionato mondiale di F1.
Hamilton si dichiarò particolarmente soddisfatto per la pole position, su un tracciato che per molti anni lo aveva visto tentare, senza successo, di conquistare la partenza al palo.
Al termine della sessione di qualifiche Carlos Sainz Jr. venne penalizzato con l'esclusione della graduatoria dei tempi, per non avere rispettato l'obbligo di verifica del peso al termine della Q1. Lo spagnolo partì così dalla pitlane.

### Risultati
Nella sessione di qualifica si ebbe la seguente situazione:
| Pos                         | Nº | Pilota             | Costruttore             | Q1       | Q2       | Q3       | Griglia |
| --------------------------- | -- | ------------------ | ----------------------- | -------- | -------- | -------- | ------- |
| 1                           | 44 | Lewis Hamilton     | Mercedes                | 1'16"588 | 1'15"864 | 1'15"089 | 1       |
| 2                           | 6  | Nico Rosberg       | Mercedes                | 1'16"528 | 1'15"471 | 1'15"440 | 2       |
| 3                           | 5  | Sebastian Vettel   | Ferrari                 | 1'17"502 | 1'16"181 | 1'15"849 | 3       |
| 4                           | 3  | Daniel Ricciardo   | Red Bull Racing-Renault | 1'17"254 | 1'16"706 | 1'16"041 | 4       |
| 5                           | 26 | Daniil Kvjat       | Red Bull Racing-Renault | 1'16"845 | 1'16"453 | 1'16"182 | 5       |
| 6                           | 7  | Kimi Räikkönen     | Ferrari                 | 1'17"660 | 1'16"440 | 1'16"427 | 6       |
| 7                           | 11 | Sergio Pérez       | Force India-Mercedes    | 1'17"376 | 1'16"999 | 1'16"808 | 7       |
| 8                           | 55 | Carlos Sainz Jr.   | STR-Renault             | 1'17"246 | 1'16"762 | 1'16"931 | PL      |
| 9                           | 13 | Pastor Maldonado   | Lotus-Mercedes          | 1'17"630 | 1'16"775 | 1'16"946 | 8       |
| 10                          | 33 | Max Verstappen     | STR - Renault           | 1'16"750 | 1'16"546 | 1'16"957 | 9       |
| 11                          | 8  | Romain Grosjean    | Lotus-Mercedes          | 1'17"767 | 1'17"007 | N.D.     | 15      |
| 12                          | 22 | Jenson Button      | McLaren-Honda           | 1'17"492 | 1'17"093 | N.D.     | 10      |
| 13                          | 27 | Nicolas Hülkenberg | Force India-Mercedes    | 1'17"552 | 1'17"193 | N.D.     | 11      |
| 14                          | 19 | Felipe Massa       | Williams-Mercedes       | 1'17"697 | 1'17"278 | N.D.     | 12      |
| 15                          | 14 | Fernando Alonso    | McLaren-Honda           | 1'17"778 | 1'26"632 | N.D.     | 13      |
| 16                          | 12 | Felipe Nasr        | Sauber-Ferrari          | 1'18"101 | N.D.     | N.D.     | 14      |
| 17                          | 77 | Valtteri Bottas    | Williams-Mercedes       | 1'18"434 | N.D.     | N.D.     | 16      |
| 18                          | 9  | Marcus Ericsson    | Sauber-Ferrari          | 1'18"513 | N.D.     | N.D.     | 17      |
| 19                          | 28 | Will Stevens       | Marussia-Ferrari        | 1'20"655 | N.D.     | N.D.     | 18      |
| 20                          | 98 | Roberto Merhi      | Marussia-Ferrari        | 1'20"904 | N.D.     | N.D.     | 19      |
| Tempo limite 107%: 1'22"985 |    |                    |                         |          |          |          |         |

## Gara

### Resoconto
La maggior parte dei pilota optò, per il via, con gomme supermorbide, mentre Hülkenberg, Alonso, Bottas, Stevens e Merhi optarono per la mescola morbida. Sulle vetture della Marussia venne apposto un logo con le iniziali di Jules Bianchi e il suo numero, il 17. Il pilota francese era ricoverato da circa sei mesi a Nizza, a seguito dei postumi per l'incidente patito nel Gran Premio del Giappone 2014.
Allo spegnimento del semaforo Sebastian Vettel cercò di inserirsi, senza successo, tra le due Mercedes; il tedesco si accodò a Nico Rosberg, mentre dietro Daniil Kvjat passò il compagno di scuderia Daniel Ricciardo, ed era quarto. Al Mirabeau alto vi fu un contatto tra Nicolas Hülkenberg e Fernando Alonso, con lo spagnolo che subì una penalizzazione di 5 secondi. Il gran premio era guidato dal poleman Hamilton, che precedeva Rosberg, Vettel, Kvjat, Ricciardo, Räikkönen, Pérez, Maldonado, Verstappen e Button.
Lewis Hamilton comandò la gara agevolmente nei primi giri, mentre Vettel non riuscì ad avvicinarsi a Rosberg. Si staccarono invece le due Red Bull Racing, dietro al tedesco della Ferrari. Al quinto giro Max Verstappen urtò la vettura di Maldonado, all'uscita della chicane del porto, perdendo alcuni pezzi del suo alettone anteriore. Il giro seguente Verstappen passò, alla Sainte Devote, Maldonado, conquistando così l'ottavo posto. Il venezuelano però scontava dei problemi ai freni della sua Lotus e, poco dopo, fu costretto al ritiro.

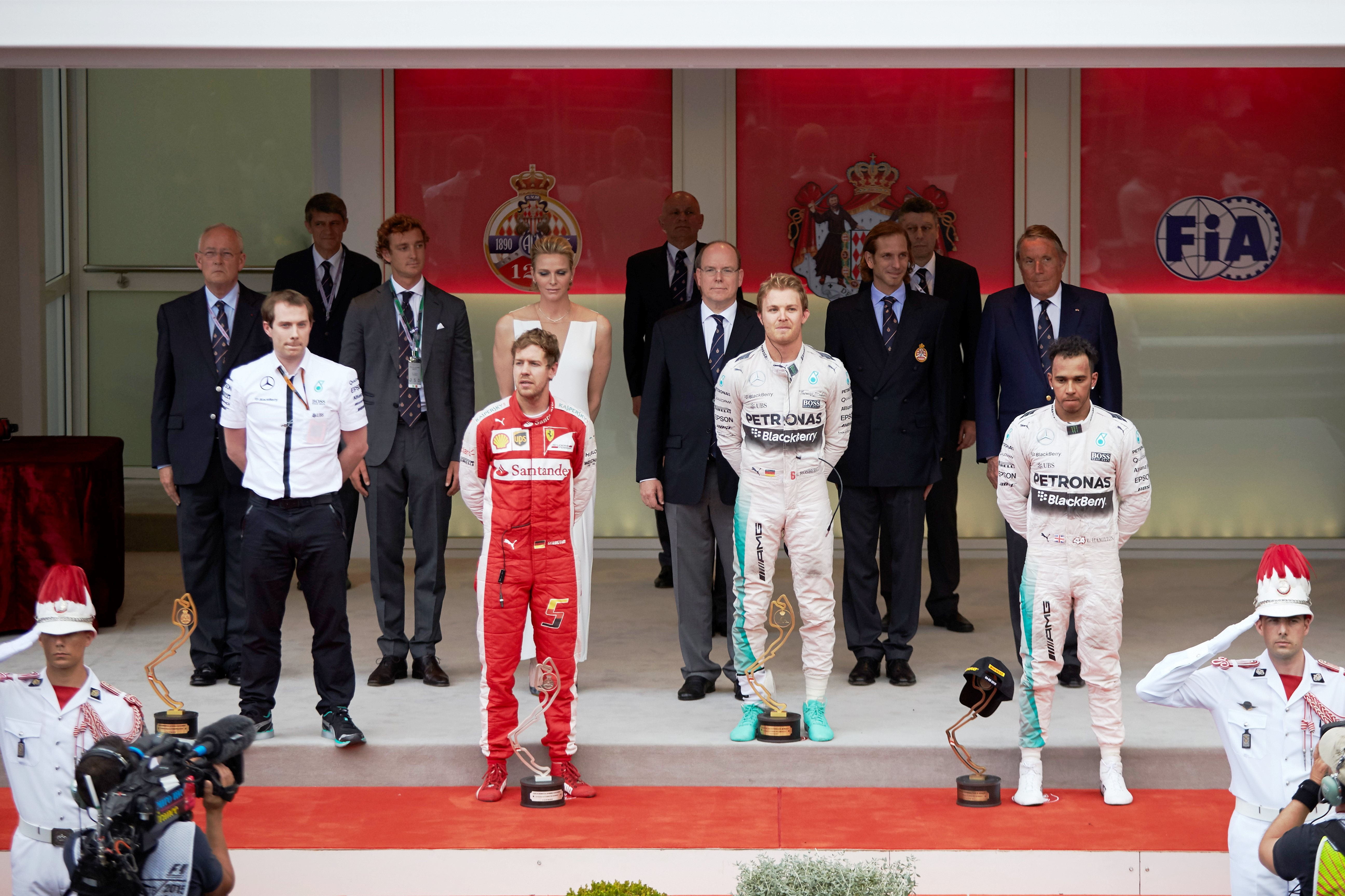
La cerimonia del podio.

Hamilton, al giro 7, comandava con 2 secondi e 2 decimi di margine su Rosberg, 4"2 su Vettel, 6"1 su Kvjat, 8"5 su Ricciardo, 9"9 su Räikkönen e 12"8 su Pérez. Il ritmo dei piloti rallentò, nel tentativo di economizzare su freni e gomme. Al giro 13 Carlos Sainz Jr. fu il primo pilota a effettuare la sosta per il cambio delle gomme.
Al diciottesimo giro Hamilton doppiò le due Marussia, ma il pilota britannico venne rallentato da Merhi. Il britannico fu comunque capace di migliorare il suo ritmo, tanto da ampliare, al giro 24, il suo vantaggio su Rosberg a 4"7; seguivano Vettel e le due Red Bull, di Kvjat e Ricciardo, quest'ultimo in crisi con gli pneumatici.
Anche Rosberg e Vettel dovettero vedersela con dei piloti doppiati: Hülkenberg, Sainz e Ericsson. Proprio il doppiaggio di Nicolas Hülkenberg fece perdere del tempo a Rosberg, che si ritrovò Vettel a meno di un secondo. Anche l'altro ferrarista, Kimi Räikkönen, si avvicinò al suo diretto avversario, Ricciardo, mentre Max Verstappen minacciava Sergio Pérez. Al giro 29 Daniil Kvjat fu il primo, fra i piloti di testa, a effettuare il pit stop.
Anche il giovane pilota olandese della Scuderia Toro Rosso effettuò il suo cambio gomme, ma perse alcuni secondi, in quanto i suoi meccanici non riuscirono a fissare subito le gomme anteriori. Rientrò in pista tredicesimo. Hamilton, nel frattempo, ampliò a otto secondi il margine su Rosberg.
Al trentatreesimo passaggio Fernando Alonso cambiò gli pneumatici, e scontò la penalità di 5 secondi, inflittagli per una manovra su Hülkenberg, a inizio gara. Al giro 35 la classifica vedeva al comando Lewis Hamilton, su Rosberg, Vettel, Ricciardo, Räikkönen e Pérez. Jenson Button cambiò le gomme, e si trovò davanti a Kvyat, al settimo posto.
Daniel Ricciardo e Sergio Pérez si fermarono al giro 36, mentre, il giro seguente, fu il turno per Sebastian Vettel di effettuare il suo cambio gomme, seguito al giro dopo da Nico Rosberg e Kimi Räikkönen. Il finlandese, pur penalizzato dal trovarsi Merhi ai box, passò Ricciardo. Kvjat recuperò la quarta posizione. Al termine del giro 38 entrò ai box anche il leader della gara, Hamilton.
Al termine delle soste il britannico era in testa, con un margine di 8"1 su Nico Rosberg, che precedeva a sua volta Sebastian Vettel, Daniil Kvjat, Kimi Räikkönen, Daniel Ricciardo e Sergio Pérez. Al giro 41 si ritirò Alonso, per un guasto al cambio.
Al giro 47 Verstappen, bloccato diversi giri alle spalle di Valtteri Bottas, decise di effettuare una seconda sosta, e montare gomme supermorbide. L'olandese recuperò presto il terreno nei confronti di Carlos Sainz Jr., e dello stesso Bottas. Al giro 55, con Sainz che si lasciò doppiare da Vettel, l'olandese prese una posizione al compagno di scuderia. Un giro dopo, sfruttando ancora il doppiaggio di Vettel su Bottas, Verstappen passò anche il finlandese. Bottas cambiò gli pneumatici ancora al giro 58, mentre Hamilton portò a 14 secondi il vantaggio sul secondo, Rosberg.
Al giro 61 Vettel doppiò Grosjean, al Loews ma, questa volta, il francese riuscì a rintuzzare l'attacco di Verstappen, che cercava di replicare la manovra effettuata ai danni di Sainz e Bottas.
Dopo alcuni giri dietro al francese, il giovane olandese ruppe gli indugi e cercò il sorpasso alla Sainte Devote le due monoposto andarono al contatto, con la vettura dell'olandese che colpì la ruota posteriore destra della Lotus. La Toro Rosso di Verstappen perse la ruota anteriore sinistra, e sbatté contro le barriere. Grosjean andò in testa coda, ma riprese la pista. La direzione di gara impose prima il regime di Virtual Safety Car nel tratto interessato (era la prima volta che la Virtual Safety Car veniva utilizzata in una gara del mondiale), e poi inviò in pista la Safety Car.
Massa, Button, Pérez e Nasr ne approfittarono per cambiare gli pneumatici, senza perdere la loro posizione di gara.
Anche la Mercedes richiamò ai box Hamilton, per una seconda sosta. Al rientro in pista l'inglese era però dietro sia a Rosberg che a Vettel, che non si erano invece fermati ai box. Al giro 66, sempre in regime di vettura di sicurezza, Ricciardo effettuò la sosta.
Alla ripartenza, dopo la Safety Car al giro 71, Daniel Ricciardo passò Kimi Räikkönen per il quinto posto al Mirabeau alto, con il ferrarista che evitò per poco un contatto. Ricciardo venne posto sotto osservazione dai commissari per la manovra; successivamente, però, verrà assolto dalla commissione.
Nico Rosberg era al comando con tre secondi e mezzo su Vettel e Hamilton. Kvjat, su indicazione della sua scuderia, lasciò passare il compagno di team Ricciardo, all'uscita del tunnel. Poco dopo, l'australiano realizzò anche il miglior tempo sul giro in gara, con 1'18"063. Ricciardo riuscì anche ad approcciarsi alla coppia Vettel-Hamilton, ma senza possibilità di sorpasso, tanto che, all'ultimo giro, rese la posizione a Kvjat.
Per Rosberg si trattò del decimo successo in carriera, il terzo consecutivo sulle stradine del principato, cosa riuscita nella storia del Gran Premio solo a Graham Hill, Alain Prost e Ayrton Senna. Inoltre, per la prima volta, il tedesco riuscì a vincere due gare di fila, dopo essersi aggiudicato il precedente Gran Premio di Spagna. Dietro al figlio d'arte si piazzarono Sebastian Vettel e Lewis Hamilton, i quali hanno monopolizzato il podio assieme a Nico da inizio campionato, a eccezione della gara del Bahrein. Seguivano poi le due Red Bull Racing e Kimi Räikkönen. Con l'ottavo posto di Jenson Button, la McLaren ottenne i primi punti stagionali. Per la Honda, quale motorista, si trattò del primo punto dal Gran Premio di Gran Bretagna 2008, ottenuto all'epoca da Rubens Barrichello.

### Risultati
I risultati del Gran Premio sono i seguenti:
| Pos | Nº | Pilota             | Costruttore             | Giri | Tempo/Ritiro              | Griglia | Punti |
| --- | -- | ------------------ | ----------------------- | ---- | ------------------------- | ------- | ----- |
| 1   | 6  | Nico Rosberg       | Mercedes                | 78   | 1h49'18"420               | 2       | 25    |
| 2   | 5  | Sebastian Vettel   | Ferrari                 | 78   | +4"486                    | 3       | 18    |
| 3   | 44 | Lewis Hamilton     | Mercedes                | 78   | +6"053                    | 1       | 15    |
| 4   | 26 | Daniil Kvjat       | Red Bull Racing-Renault | 78   | +11"965                   | 5       | 12    |
| 5   | 3  | Daniel Ricciardo   | Red Bull Racing-Renault | 78   | +13"608                   | 4       | 10    |
| 6   | 7  | Kimi Räikkönen     | Ferrari                 | 78   | +14"345                   | 6       | 8     |
| 7   | 11 | Sergio Pérez       | Force India-Mercedes    | 78   | +15"013                   | 7       | 6     |
| 8   | 22 | Jenson Button      | McLaren-Honda           | 78   | +16"063                   | 10      | 4     |
| 9   | 12 | Felipe Nasr        | Sauber-Ferrari          | 78   | +23"626                   | 14      | 2     |
| 10  | 55 | Carlos Sainz Jr.   | STR-Renault             | 78   | +25"056                   | PL      | 1     |
| 11  | 27 | Nicolas Hülkenberg | Force India-Mercedes    | 78   | +26"232                   | 11      |       |
| 12  | 8  | Romain Grosjean    | Lotus-Mercedes          | 78   | +28"415                   | 15      |       |
| 13  | 9  | Marcus Ericsson    | Sauber-Ferrari          | 78   | +31"159                   | 17      |       |
| 14  | 77 | Valtteri Bottas    | Williams-Mercedes       | 78   | +45"789                   | 16      |       |
| 15  | 19 | Felipe Massa       | Williams-Mercedes       | 77   | +1 giro                   | 12      |       |
| 16  | 98 | Roberto Merhi      | Marussia-Ferrari        | 76   | +2 giri                   | 19      |       |
| 17  | 28 | Will Stevens       | Marussia-Ferrari        | 76   | +2 giri                   | 18      |       |
| Rit | 33 | Max Verstappen     | STR-Renault             | 62   | Collisione con R.Grosjean | 9       |       |
| Rit | 14 | Fernando Alonso    | McLaren-Honda           | 41   | Cambio                    | 13      |       |
| Rit | 13 | Pastor Maldonado   | Lotus-Mercedes          | 5    | Freni                     | 8       |       |

## Classifiche mondiali

### Piloti
| Pos | Pilota             | Punti |
| --- | ------------------ | ----- |
| 1   | Lewis Hamilton     | 126   |
| 2   | Nico Rosberg       | 116   |
| 3   | Sebastian Vettel   | 98    |
| 4   | Kimi Räikkönen     | 60    |
| 5   | Valtteri Bottas    | 42    |
| 6   | Felipe Massa       | 39    |
| 7   | Daniel Ricciardo   | 35    |
| 8   | Daniil Kvjat       | 17    |
| 9   | Felipe Nasr        | 16    |
| 10  | Romain Grosjean    | 16    |
| 11  | Sergio Pérez       | 11    |
| 12  | Carlos Sainz Jr.   | 9     |
| 13  | Max Verstappen     | 6     |
| 14  | Nicolas Hülkenberg | 6     |
| 15  | Marcus Ericsson    | 5     |
| 16  | Jenson Button      | 4     |

### Costruttori
| Pos | Costruttore             | Punti |
| --- | ----------------------- | ----- |
| 1   | Mercedes                | 242   |
| 2   | Ferrari                 | 158   |
| 3   | Williams-Mercedes       | 81    |
| 4   | Red Bull Racing-Renault | 52    |
| 5   | Sauber-Ferrari          | 21    |
| 6   | Force India-Mercedes    | 17    |
| 7   | Lotus-Mercedes          | 16    |
| 8   | STR-Renault             | 15    |
| 9   | McLaren-Honda           | 4     |

## Decisioni della FIA
Al termine della gara la FIA comminò a Max Verstappen una penalità di cinque posizioni in griglia per il successivo Gran Premio del Canada, per avere causato l'incidente con Romain Grosjean nella parte finale della gara. Al pilota olandese della Toro Rosso vennero inoltre sottratti due punti sulla Superlicenza.

## Polemiche dopo la gara
Il pit stop di Lewis Hamilton, effettuato dopo l'entrata in pista della Safety Car, fu oggetto di numerose polemiche al termine della gara. Il pilota, amareggiato per la situazione, espresse comunque la sua fiducia nel team in merito alle strategie future, dichiarando di essersi fermato in quanto convinto che lo stesso ordine di cambiare gli pneumatici fosse stato impartito a Nico Rosberg.
La Mercedes volle scusarsi con il proprio pilota per l'errore. Niki Lauda, il presidente onorario del team, definì l'accaduto come un errore incredibile e inaccettabile, mentre il team principal Toto Wolff affermò che era stato mal valutato il margine di vantaggio che Hamilton possedeva sui primi inseguitori.
Anche l'incidente causato da Max Verstappen fu fonte di polemiche al termine del gran premio. Felipe Massa, pilota della Williams, affermò:
Anche l'altro pilota brasiliano Felipe Nasr evidenziò la scarsa esperienza del pilota della Toro Rosso:
Il due volte campione del mondo Mika Hakkinen, al contrario dei piloti brasiliani, difese Verstappen, sostenendo che Romain Grosjean aveva modificato leggermente la traiettoria rispetto ai giri precedenti, traendo in inganno il pilota della Toro Rosso. Dello stesso parere fu l'ex pilota olandese Jan Lammers, che difese la manovra del connazionale. Verstappen, a sua volta, accusò Grosjean di avere effettuato la frenata in un punto diverso, ma tale accusa venne prontamente rigettata dal francese, che dichiarò di avere frenato cinque metri dopo rispetto al giro precedente.
Kimi Räikkönen, invece, si lamentò per la manovra di Daniel Ricciardo al termine del periodo con Safety Car, valutata dai giudici come un normale contatto di gara. Le lamentele del pilota Ferrari trovarono d'accordo Mika Hakkinen, il quale dichiarò che il pilota della Red Bull andava penalizzato.